# 津守己麻奴跪
津守 己麻奴跪（つもり の こまなこ、生没年不詳）は、日本古代の豪族。姓は連。

## 記録
『日本書紀』巻第十九によると、欽明天皇即位当時の百済の国王、聖明王は伽耶諸国（任那）の復興に意欲的で、欽明天皇2年4月（541年）に任那復興会議を開き、安羅・加羅・卒麻など7ヶ国の伽耶諸国（任那）の旱岐らからなる代表者たちと吉備臣とを集めて、昔から百済と任那の諸国とは兄弟同然の仲であり、ともに協力して新羅と対抗すべきであると言った。7月には、百済使を安羅の日本府へ派遣し、伽耶諸国の足並みの乱れを憂えたり、安羅の日本府の河内直らが新羅と通じていることを責めている。王は百済人と日本人との混血の紀弥麻沙（き の みまさ）らを重用していた。
大和政権は、欽明天皇4年11月（543年）に百済に津守連を派遣し、
と言った。併せて、詔書として、
「爾（なんじ）はしばしば上表し、今にも任那を建てると言ってから、十年余りになる。未だに成就していない。任那は爾の国の棟や梁である。もし、棟や梁が折れたら、誰が家屋をつくるのだろうか。朕が思うことはここにある。爾はすみやかに任那を復興せよ。汝がすみやかに任那を建てれば、河内直らはおのずと引き上げるに違いない」
とも伝えた。このときの津守連が、『日本書紀』の後の箇所で引用された『百済本記』によると、「己麻奴跪」という名前で、言葉が訛っているため、本名であるかどうかはわからない、という註がつけられている。さらに同条の『日本書紀』本文では、同時に印奇臣（いがのおみ）が新羅に派遣されたことになっている。
この時、3人の佐平や群臣の反対により、百済の郡令・城主を引き上げさせることはできなかったが、聖明王は任那復興に再度尽力することになった。12月に聖明王は再度群臣の意見を聞いたが、任那の執事（つかさ）や旱岐を呼んで会議を開くことと、障害は河内直と阿賢移那斯（あけんえなし）・佐魯麻都（さろまつ）らが安羅に存在することだろう、本国に移すべきだという結論に至った。
その後、百済は任那の執事と日本府の執事を3度召喚したが、3度ともやってこなかった。3回目は代理の下賤のものが送られてきた。このため、聖明王は大和政権に事態を説明することができず、津守連はそのまま百済に逗留することとなった。この間に、紀弥麻沙・己連（これん）・物部用奇多（もののべ の ようがた）らが天皇のもとに派遣され、任那再興のための計画を立てるようにとの、催促があったという。
以上のようないきさつがあったのちに、欽明天皇5年11月に二度目の任那復興会議が開かれた。
津守連氏は、ほかにも皇極天皇の時代に高句麗に派遣された大海（おおあま）、斉明天皇の時代に遣唐副使となった吉祥（きさ）など、対外関係で活躍したものを多く輩出している。天武天皇13年12月に宿禰と改姓した。